# Fritz Klingenberg
Fritz Paul Heinrich Otto Klingenberg (Rövershagen, 17 de dezembro de 1912 – Herxheim, 23 de março de 1945) foi um oficial alemão da Waffen-SS, que serviu na 2.ª Divisão SS Das Reich e foi comandante da 17.ª Divisão Panzergrenadier SS Götz von Berlichingen.
Conhecido como um oficial ousado e criativo, Klingenberg se tornou notório pela captura da capital da antiga Iugoslávia, Belgrado, com apenas seis homens, utilizando como artimanha o blefe: o grupo de soldados entrou na cidade capturando vários soldados iugoslavos no caminho, e requisitando a rendição da cidade, informando que, caso estes não aceitassem, a cidade receberia um iminente ataque. As autoridade municipais, embora reticentes, por fim acataram o pedido, a se renderam. O exército alemão, que estava bem atrás na marcha para a conquista da cidade, chegou apenas dois dias depois. Este feito resultou na sua condecoração com a Cruz de Cavaleiro da Cruz de Ferro, a mais elevada condecoração militar da Alemanha Nazista.

## Biografia

### Início
Nascido em 1912, na pequena cidade de Rövershagen, no estado litorâneo de Mecklemburgo, ainda durante o Império Alemão, seu nome completo era Paul Heinrich Otto Fritz Klingenberg. Filho de um leiteiro, iniciou seus estudos universitários em ciência e história na Universidade de Rostock após concluir o ensino secundário. Em 1931 ele se alistou na Schutzstaffel, popularmente conhecida apenas como SS. Pouco tempo depois, em 1934, ele abandonou seus estudos para integrar a SS-Verfügungstruppe (SS-VT), entidade que terminaria sendo conhecida como Das Reich e o núcleo militar da Waffen-SS, e se tornando um dos primeiros oficiais da SS a se formar na SS-Junkerschule, em Bad Tölz.

Klingenberg é inteligente, mas obstinado; leal, mas não está acima de corrigir seus superiores; brilhante sob pressão, mas arrogante a ponto de insubordinar.

– Klingenberg sendo descrito pelo seu ex-comandante da invasão da França.
Após sua formação em Bad Tölz, ele foi designado para a SS-Standarte Germania, Das Reich, e alguns meses mais tarde se juntaria à equipe de inspeção de Paul Hausser, militar que se tornaria um dos mais eminentes líderes da Waffen-SS, e que havia sido nomeado como inspetor da SS-VT, equipe que Klingenberg ficaria até o início da Segunda Guerra Mundial. Quando houve a eclosão desta, ele e seus companheiros de pelotão foram designados para a guerra, com Klingenberg  tendo presença fundamental durante a Batalha de França, recebendo a Cruz de Ferro de 2ª Classe por heroísmo durante batalha. Posteriormente também receberia a 1ª Classe do seu comandante SS-Obersturmbannfuehrer Hannes Eckhold por seus atos durante as batalhas.

### Captura de Belgrado
No início de 1941, Klingenberg estava participando da invasão da Iugoslávia com as tropas da SS, as quais possuíam o objetivo de uma rápida invasão, seguindo o princípio da blitzkrieg, perpetuado por um dos mais notáveis comandantes da Wehrmacht, o Generalfeldmarschall Erich von Manstein, e para que os alemães garantissem seu flanco esquerdo e as rotas de abastecimento necessárias para uma conquista ainda maior, a Rússia. Próximo da capital iugoslava, Belgrado, que vinha sofrendo havia dias com forte artilharia e três dias de bombardeios aéreos, e com suas unidades muito à frente do principal exército alemão, a ponto destes estarem utilizando mapas distintos, impaciente, Klingenberg, que recebeu ordens de apenas realizar um levantamento da estrutura da cidade e aguardar reforços, desobedeceu suas ordens e seguiu em frente à capital. Juntamente com um sargento e cinco soldados subordinados ao seu batalhão de motocicletas, que era conhecido como "Os criminosos de Klingenberg" (Klingenberg era notório por sua criatividade para obter itens necessários, ao ponto de ensinar outros soldados a roubar), encontraram um barco e o utilizaram para atravessar o rio. A intenção era que o processo fosse repetido por outros grupos de soldados, com o intuito de formar uma força significativa; no entanto, o barco acabou afundando, e Klingenberg decidiu seguir em frente com o pequeno grupo.

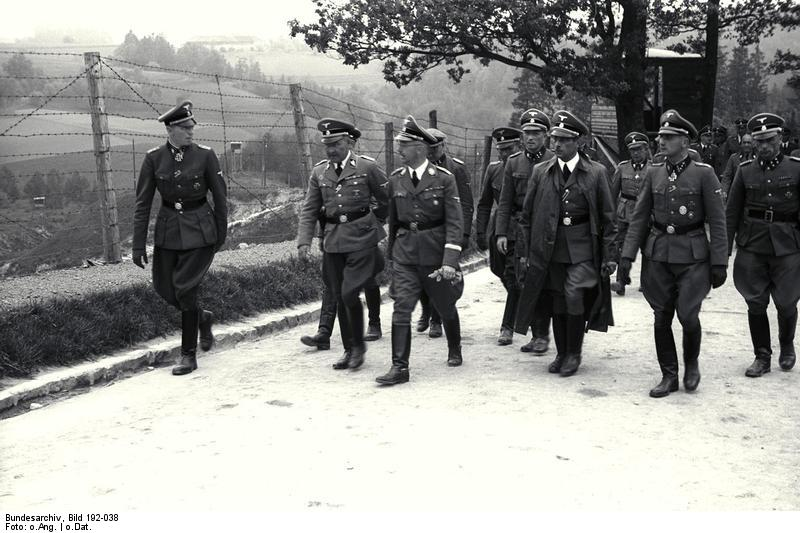
Klingenberg (extrema esquerda) com Heinrich Himmler e outros oficiais da SS durante um tour pelo campo de concentração de Mauthausen, em junho de 1941.

Klingenberg encontrou, então, vinte soldados iugoslavos, que haviam capturado um turista alemão bêbado pensando que este fosse um espião, os quais, por sua vez, foram capturados pelos alemães. Tendo seguido em frente, chegaram a encontrar outros soldados iugoslavos, e, entrando na periferia da cidade, se envolveram em um tiroteio de duas horas. Surpreendentemente, os oficiais alemães não sofreram baixas, e ainda conseguiram capturar vários soldados iugoslavos, finalmente chegando ao centro de Belgrado. Lá, eles levantaram uma bandeira alemã, declarando a cidade como capturada. Quando o prefeito da então cidade de 200 mil habitantes foi encontrado, Klingenberg exigiu a rendição desta, e um rádio para falar com seus superiores. O prefeito, embora tenha ficado reticente com a ideia de rendição, foi avisado por Klingenberg que havia uma barragem de artilharia e um ataque iminente da Luftwaffe caso não entrasse em contato com seus superiores informando a rendição. Segundo alguns relatos, nesse momento dois aviões alemães de reconhecimento passaram por sobre a cidade, e Klingenberg teria batido com o dedo no relógio em seu pulso, fazendo "tic tac, tic tac", indicando que o tempo estava passando. O prefeito, por fim, acabou aceitando o blefe após uma hora de discussões, entregando a cidade em 12 de abril.
Após a rendição, Klingenberg e seus homens tomaram o melhor hotel da cidade, onde passaram o tempo festejando e obtendo informações sobre a cidade, enquanto realizavam transmissões de rádio falsas com o intuito de continuar enganando os iugoslavos, pois havia o receio que estes descobrissem que não havia exército próximo. Soldados iugoslavos que estavam fora da cidade, quando chegaram ao centro, foram informados pelas autoridades iugoslavas para se renderem. Outros soldados alemães, que haviam ficado para trás por conta do barco afundado, começaram a chegar apenas nas primeiras horas do dia 13, e vendo a bandeira alemão hasteada, pensaram que o exército havia os ultrapassado de alguma forma. Quando foram informados sobre o blefe, tomaram parte deste, até que o exército finalmente chegou, durante a noite do dia 13, com sua totalidade apenas no dia 14. Em primeiro momento, o comandante ficou perplexo e furioso porque não havia sido informado sobre o ocorrido (o rádio do grupo estava quebrado), chegando ao ponto de ameaçar levar Klingenberg a corte marcial antes de encontrá-lo pensando que este pudesse ter sido capturado, e sob tortura ter revelado os planos, dando oportunidade aos iugoslavos de criarem um plano para reagirem. O próprio comando central em Berlim não acreditou no ocorrido, sendo necessário dois dias até que acreditassem. Ainda assim, foi ordenado a Paul Hausser que inspecionasse o local.
No dia 17 de abril a Iugoslávia assinou um armistício, encerrando a Guerra de Abril, como também ficara conhecida a invasão da Iugoslávia liderada pela Alemanha Nazista, em conjunto com os exércitos dos reinos da Itália e Hungria, apenas onze dias após seu início. Quando Klingenberg foi chamado por seus superiores para relatar o ocorrido, e justificar porque não havia seguido as ordens, este estava bêbado, com barba por fazer e cheirava a perfume. Depois de vários minutos, Klingenberg disse: "O que eu supostamente devia fazer, devolver a cidade?". Suas indiscrições foram ignoradas, e o plano de batalha alemão, agora obsoleto, foi carimbado como "completado". Por fim, Klingenberg acabou se tornando um herói nacional, e condecorado com a Cruz de Cavaleiro da Cruz de Ferro, a mais elevada condecoração militar da Alemanha Nazista. O custo de toda a campanha iugoslava terminou sendo de 558 feridos e 151 mortos, com menos de uma dúzia de aeronaves perdidas. Mais de 340.000 iugoslavos foram capturados. A inteligência alemã havia projetado para a captura da cidade entre 10 e 15 mil casualidades, e duas mil mortes. As casualidades civis eram previstas em números dez vezes maiores que para os soldados. Klingenberg, quando questionado por estudantes da Bad Tölz durante um discurso como conquistou a capital, este respondeu apenas que: "Eu não estava muito preocupado na época, apenas encontrei alguma coisa para fazer."

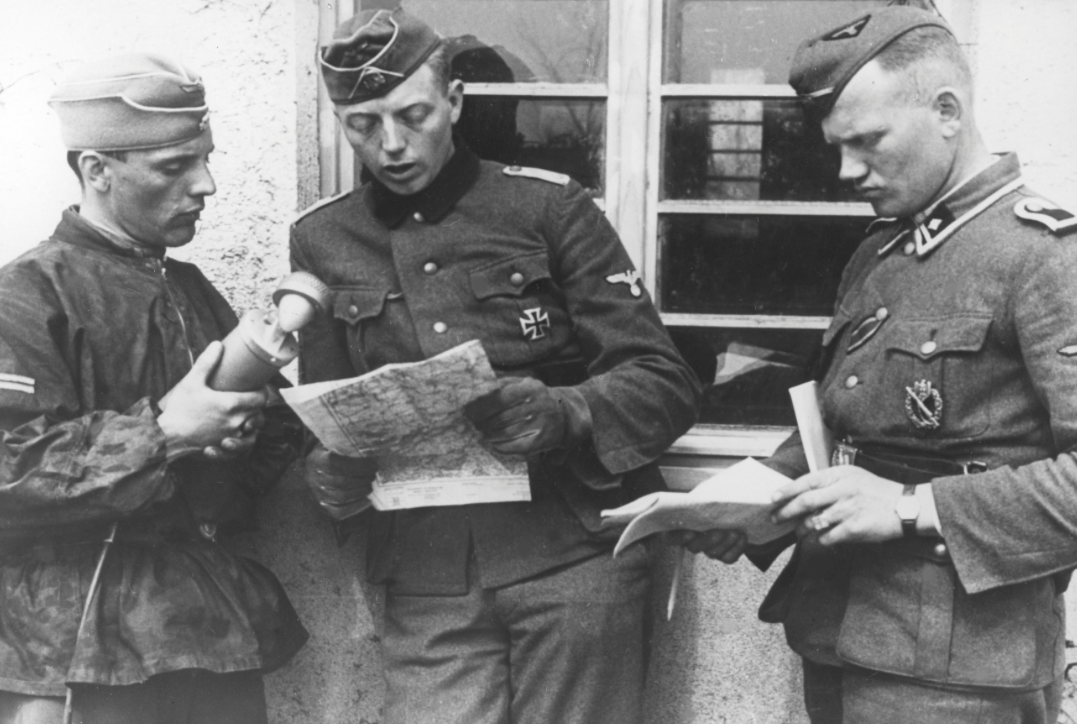
Klingenberg (centro) sendo entrevistado após a captura de Belgrado, em abril de 1941.

### Final da guerra e morte
Com o sucesso obtido por conta da captura da cidade, Klingenberg se tornou um dos favoritos do círculo interno da SS, e o favorito de Paul Hausser, lhe rendendo uma promoção ainda em 1941, outra em 1943, e sua mais alta e última promoção em 21 de dezembro de 1944, quando chegou ao posto de SS-Standartenführer, uma patente militar alemã equivalente a Coronel, e em 12 de janeiro de 1945 foi nomeado como comandante da 17.ª Divisão Panzergrenadier SS Götz von Berlichingen. A divisão foi anexada ao XIII Corpo Armado SS do Gruppenführer Max Simon, defendendo a zona compreendida entre Neustadt e Herxheim bei Landau, região a sudeste de Saarbrücken contra o XV Corpo do Sétimo Exército dos Estados Unidos do General Wade H. Haislip. Klingenberg acabou sendo morto em 23 de março de 1945 aos 32 anos quando foi atingido durante uma batalha perto de Herxheim. Ele está enterrado no Cemitério da Guerra Alemão em Andilly, França.

## Condecorações e menções
Durante sua carreira militar, Klingenberg recebeu cinco condecorações destacadas, com destaque para a Cruz de Cavaleiro da Cruz de Ferro, a mais elevada condecoração militar da Alemanha Nazista, conquistada como reconhecimento pela bem-sucedida invasão da capital iugoslava, Belgrado, em 1941. Além de suas condecorações, Klingenberg também chegou a receber honoráveis menções do Generaloberst Heinz Guderian.
- Cruz de Ferro de 2ª Classe (1940);
- Cruz de Ferro de 1ª Classe (1940);
- Cruz de Cavaleiro da Cruz de Ferro (1941);
- Cruz Germânica em Ouro (1944);
- Medalha do Fronte Oriental.

## Promoções
Embora tenha se juntado a SS em 1931, sua carreira como oficial militar é considerada entre 1935 e 1945, anos em que se formou e morreu, respectivamente. Durante esse período, Klingenberg obteve seis patentes, com sua última sendo SS-Standartenführer, patente equivalente a Coronel, com a qual também obteve o comando da 17.ª Divisão Panzergrenadier SS Götz von Berlichingen.
- SS-Untersturmführer (1935);
- SS-Obersturmführer (1937);
- SS-Hauptsturmführer (1939);
- SS-Sturmbannführer (1941);
- SS-Obersturmbannführer (1943);
- SS-Standartenführer (1944).